# 일반의약품

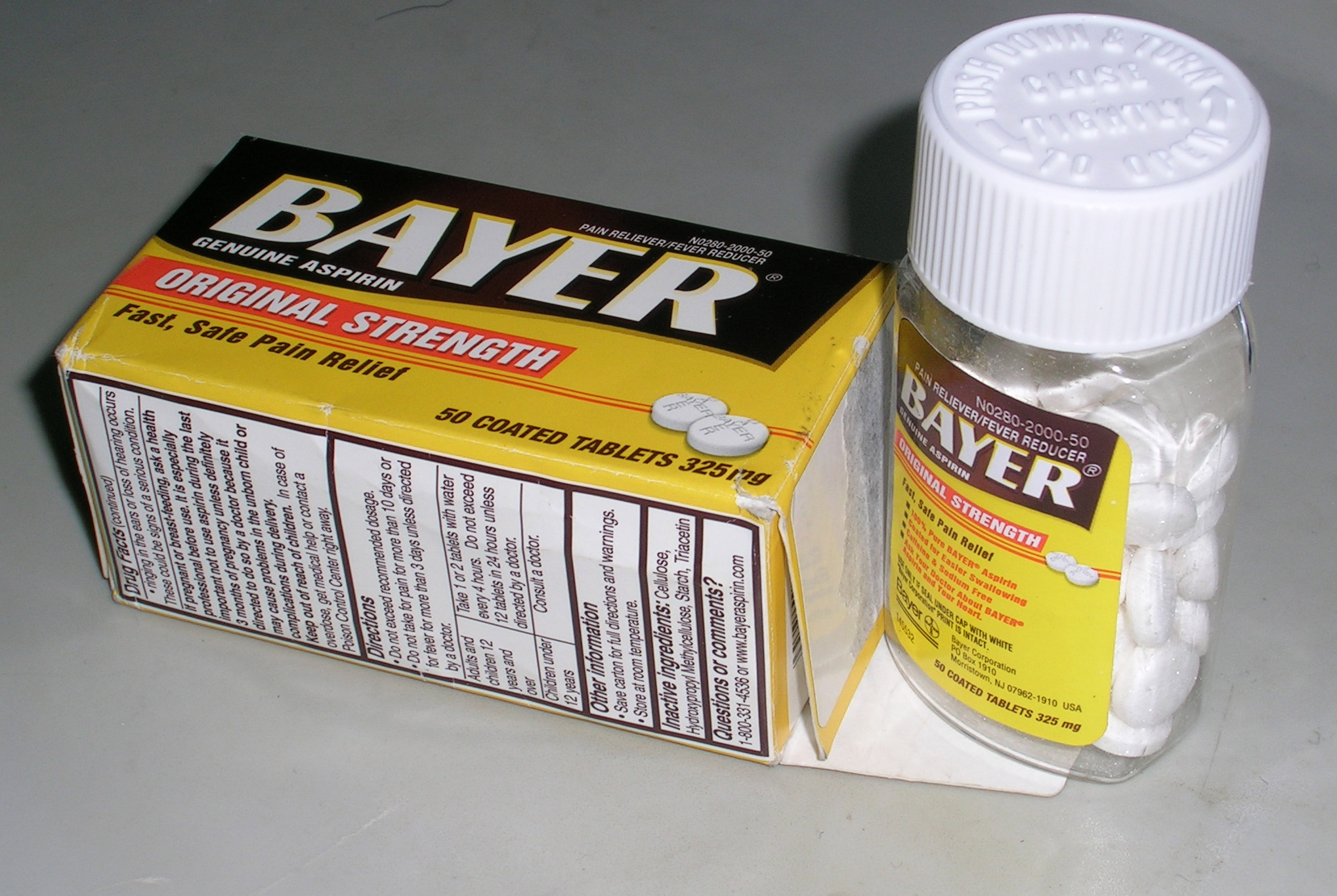
유아는 마개를 꺼낼 수 없도록 한 일반의약품.

일반 가정의 의약품 보관.

일반의약품(一般醫藥品, 영어: over-the-counter drug, OTC drug)은 의사 처방전이 필요없으며, 구매자가 직접 선택할 수 있는 의약품을 말한다.
일반의약품은 그 약리 작용이 전문의약품만큼 강하지는 않아, 환자 스스로 선택하여 복용할 수 있는 약이지만, 부작용이 없는 것은 아니다. 한국에서는 일반의약품이 미국에서 의미하는 Over The Counter(OTC약) 약품뿐만 아니라 전문의약품의 적은 용량을 일반의약품에 포함시키는 등 넓은 개념이다.
의약품의 분류체계와 기준은 국가마다 상이하다.

## 같이 보기
- 의약품
- 의약외품